# Krzysztof Brozi
Krzysztof Jarosław Brozi  (ur. 8 lipca 1952 w Lublinie, zm. 26 lutego 1996 tamże) – profesor filozofii i antropologii kulturowej, gitarzysta rockowy (współtworzył pierwszy skład Budki Suflera).
Twórca lubelskiej szkoły antropologii kulturowej. Propagator antropologii inteligentnej. Wykładowca UMCS oraz uniwersytetów amerykańskich.

## Publikacje książkowe
- Antropologia funkcjonalna Bronisława Malinowskiego. Problemy metodologiczne – Lublin 1983, Wydaw. Lubelskie
- Wybrane problemy i kierunki filozofii. Wprowadzenie – Lublin 1988,  Wydawnictwo UMCS
- Badanie zmian i relacji międzykulturowych w Europie oraz na jej pograniczach, Lublin 1989, Wydawnictwo UMCS
- Ludzie i kryzys cywilizacji. Szkice antropologiczne – Lublin 1992, Norbertinum, ISBN 83-85131-21-3
- Antropologia kulturowa. Wprowadzenie. T. 1, Lublin 1992, Wydawnictwo UMCS
- Antropologia kulturowa. Wprowadzenie. T. 2, Lublin 1993, Wydawnictwo UMCS
- Ludzie i kryzys cywilizacji w perspektywie antropologii kulturowej, Lublin 1993, Wydawnictwo UMCS, ISBN 83-227-0759-2
- Antropologia wartości. Kategoria standardu kulturowego w badaniach nad wartościami- Lublin 1994, Wydawnictwo UMCS
- Materializm kulturowy i ekokulturalizm Marvina Harrisa, Lublin 1994, Wydawnictwo UMCS
- Między antropologią a filozofią i historią. Prezentacja lubelskiego środowiska antropologii kulturowej Lublin 1995, Wydawnictwo UMCS
- Ludzie i kryzys cywilizacji. Szkice antropologiczne, Lublin 1995, Wydawnictwo UMCS
- Antropologia kulturowa. Zbliżenia epok i problemów, Lublin 1995, Wydawnictwo UMCS, ISBN 83-227-0744-4 (wybór tekstów)
- Powstanie i upadek wielkich cywilizacji. Antropologia historii wobec współczesności, Lublin 1996, Wydawnictwo UMCS, ISBN 83-227-0825-4